# Actelion
Actelion é uma companhia farmacêutica e de biotecnologia, estabelecida em dezembro de 1997, em Allschwil, próximo de Basel na Suíça. Seu CEO e co-fundador é o cardiologista suíço Jean-Paul Clozel. Ela é listada no Swiss Market Index

## Ligações Externas
- Sítio oficial
- Sítio official do AERA[ligação inativa]